# Cimetière du Souvenir de l'Empereur Guillaume
Le cimetière du Souvenir de l'Empereur Guillaume situé dans le quartier berlinois de Westend, dans le quartier de Charlottenbourg-Wilmersdorf, est un cimetière de quartier d'avenue qui existe depuis 1896 et a une taille de 3,7 hectares. Le cimetière dans son ensemble est sous la protection des monuments.
Le cimetière est situé sur la Fürstenbrunner Weg, à proximité immédiate du cimetière Louise III et y est relié par deux chemins.

## Histoire

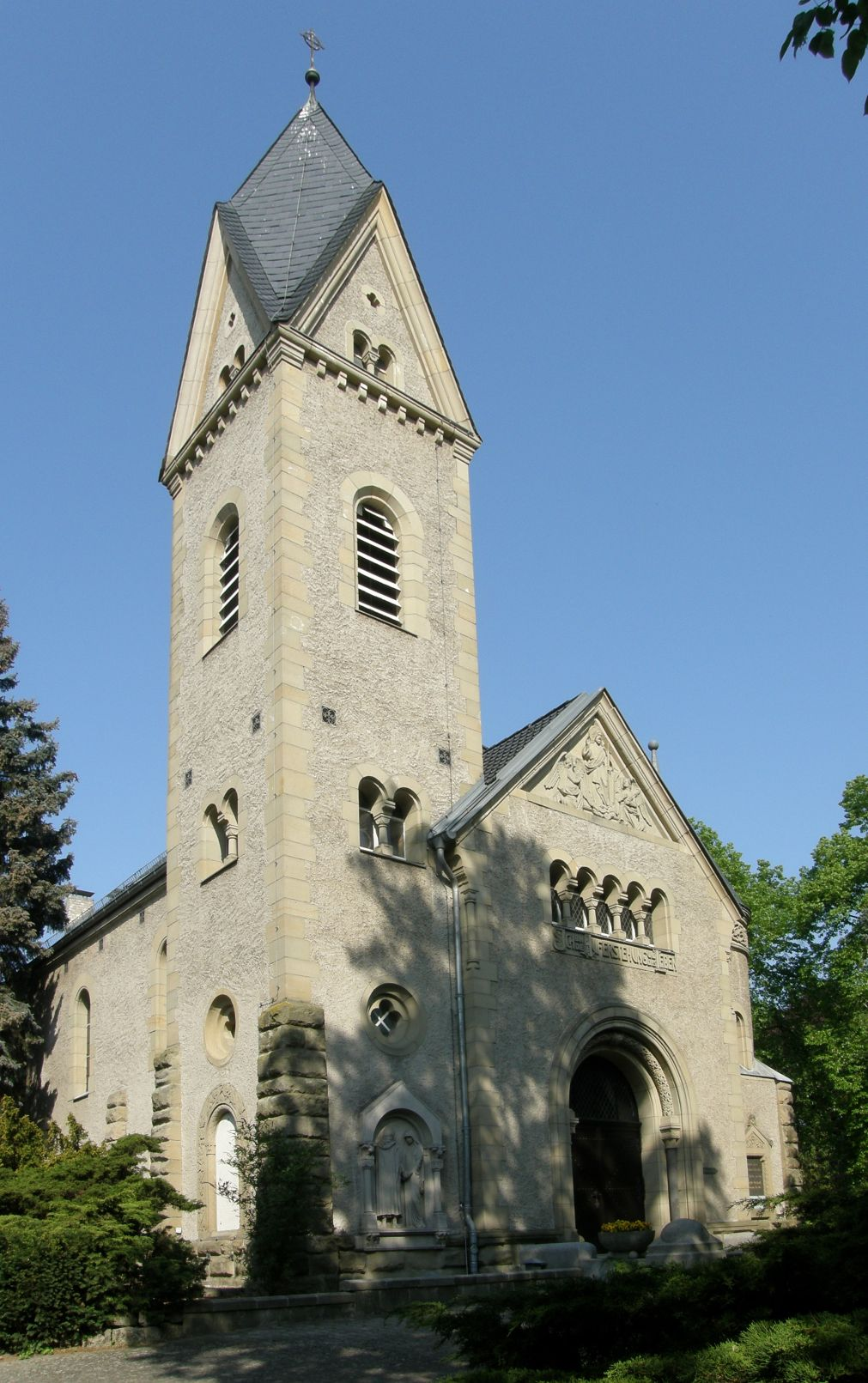
Chapelle du cimetière

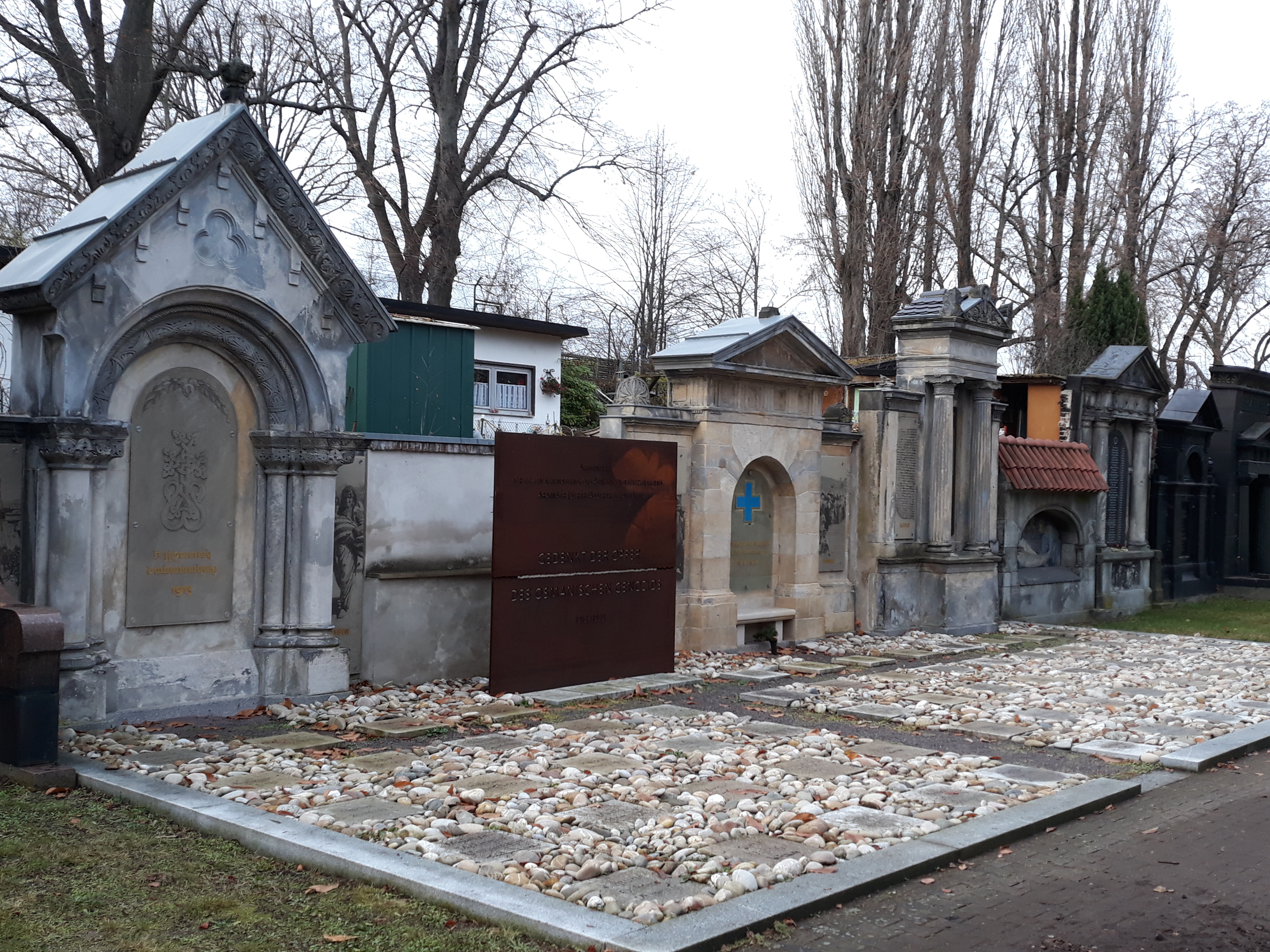
Mémorial pour les victimes du génocide : de gauche à droite la Maison des Arméniens, la Maison des Grecs d'Asie Mineure, du Pont et de Thrace orientale (avec une croix bleue) et la Maison des Araméens, Syriens et Chaldéens, au premier plan des dalles de pierre avec des noms de villes

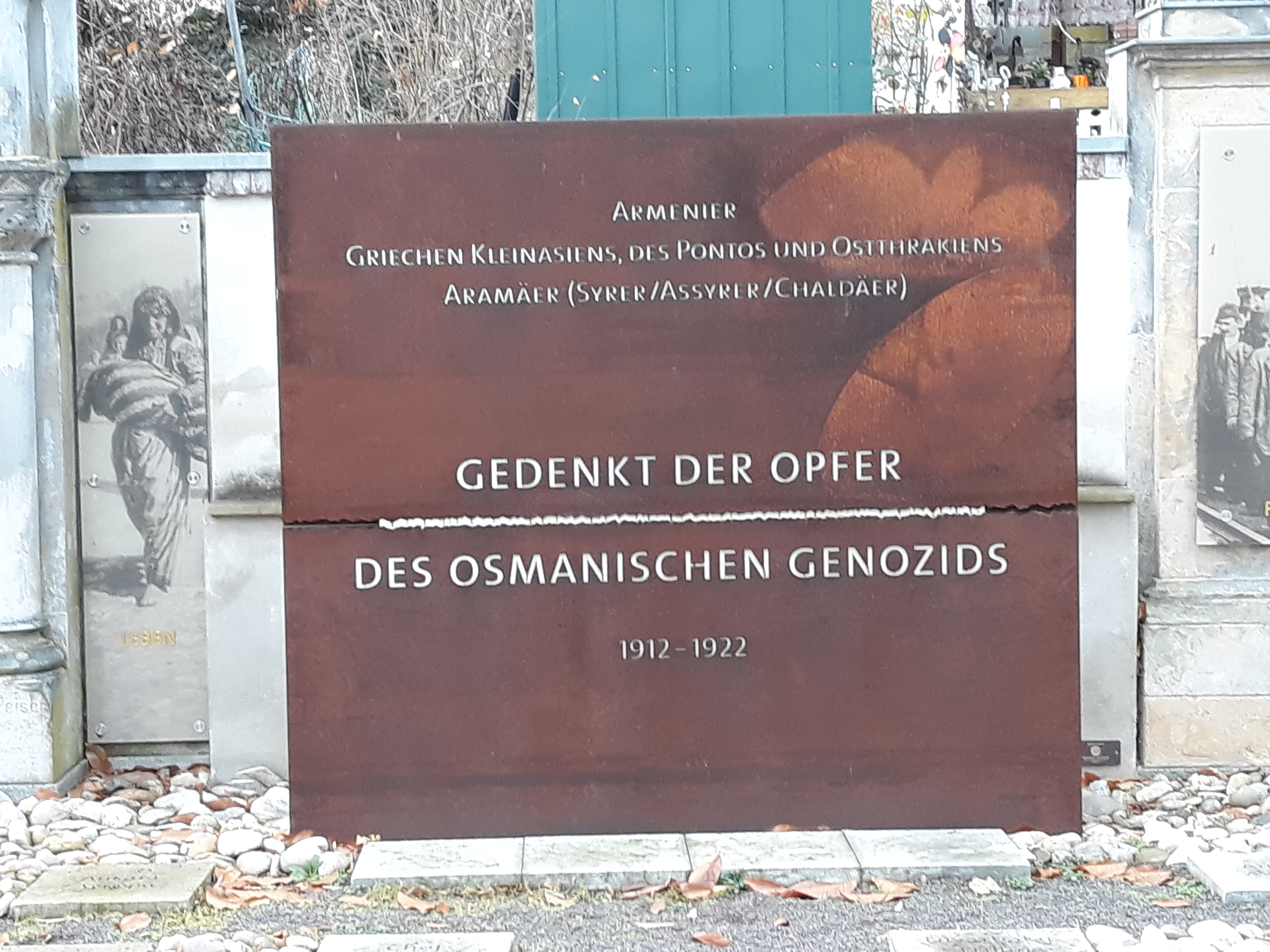
Plaque commémorative

La communauté protestante du Souvenir de l'Empereur Guillaume est fondée en 1896 en raison de la croissance démographique à l'ouest de Berlin. Une partie de la Luisengemeinde est absorbée dans la nouvelle communauté. La Luisengemeinde attribue à la communauté protestante du Souvenir de l'Empereur Guillaume d'un terrain de 4,7 hectares pour l'aménagement de son propre cimetière, qui se trouve directement au nord du cimetière Louise III.
Comme le cimetière Louise voisin, le cimetière est aménagé comme un cimetière de quartier d'avenue. Des tilleuls et des érables sont plantés pour les avenues. L'inauguration du cimetière a lieu avec la première inhumation le 25 juillet 1896. Avec cette date, il assume la fonction de lieu de sépulture de la bourgeoisie instruite, apparue à la fin du XIXe siècle s'installe autour du Kurfürstendamm dans ce qu'on appelle le Nouvel Ouest (de). Le besoin de représentation au-delà de la mort est particulièrement prononcé à cette époque et conduit à des investissements importants dans les tombes et leur conception de leur vivant.
En 1903, la communauté fait construire une chapelle de cimetière. Jusque-là, elle utilise les installations du cimetière Louise III. Une conception de l'urbaniste Otto Hetzel (de) est réalisée (une partie de la paternité de Schwechten peut être trouvée dans la littérature n'est pas correcte). Hetzel conçoit la chapelle dans un style roman, avec des éléments de lettrage décoratifs présentant des éléments Art nouveau. La chapelle est inaugurée le 27 septembre 1903.
Parmi les chapelles des cimetières berlinois, la création d'un complexe de cryptes est unique. 16 cryptes accessibles depuis le sous-sol de tailles comprises entre 10 et 25 m2 sont créés dont la vente est destinée à financer la chapelle. La chapelle est gravement endommagée pendant la Seconde Guerre mondiale. Sur certains lieux de sépulture patrimoniaux, il reste encore des traces évidentes de bombardements de cette période. La chapelle est reconstruite en 1952/1953 et entièrement rénovée en 1978. Depuis 2015, le cimetière abrite un mémorial pour les victimes du génocide dans l'Empire ottoman dans quatre anciennes sépultures héréditaires, qui commémore les Arméniens, les Grecs d'Asie Mineure, du Pont et de Thrace orientale ainsi que les Araméens, Assyriens et Chaldéens persécutés et expulsés. dans l'Empire ottoman

## Tombes importantes sur le plan de l'histoire de l'art

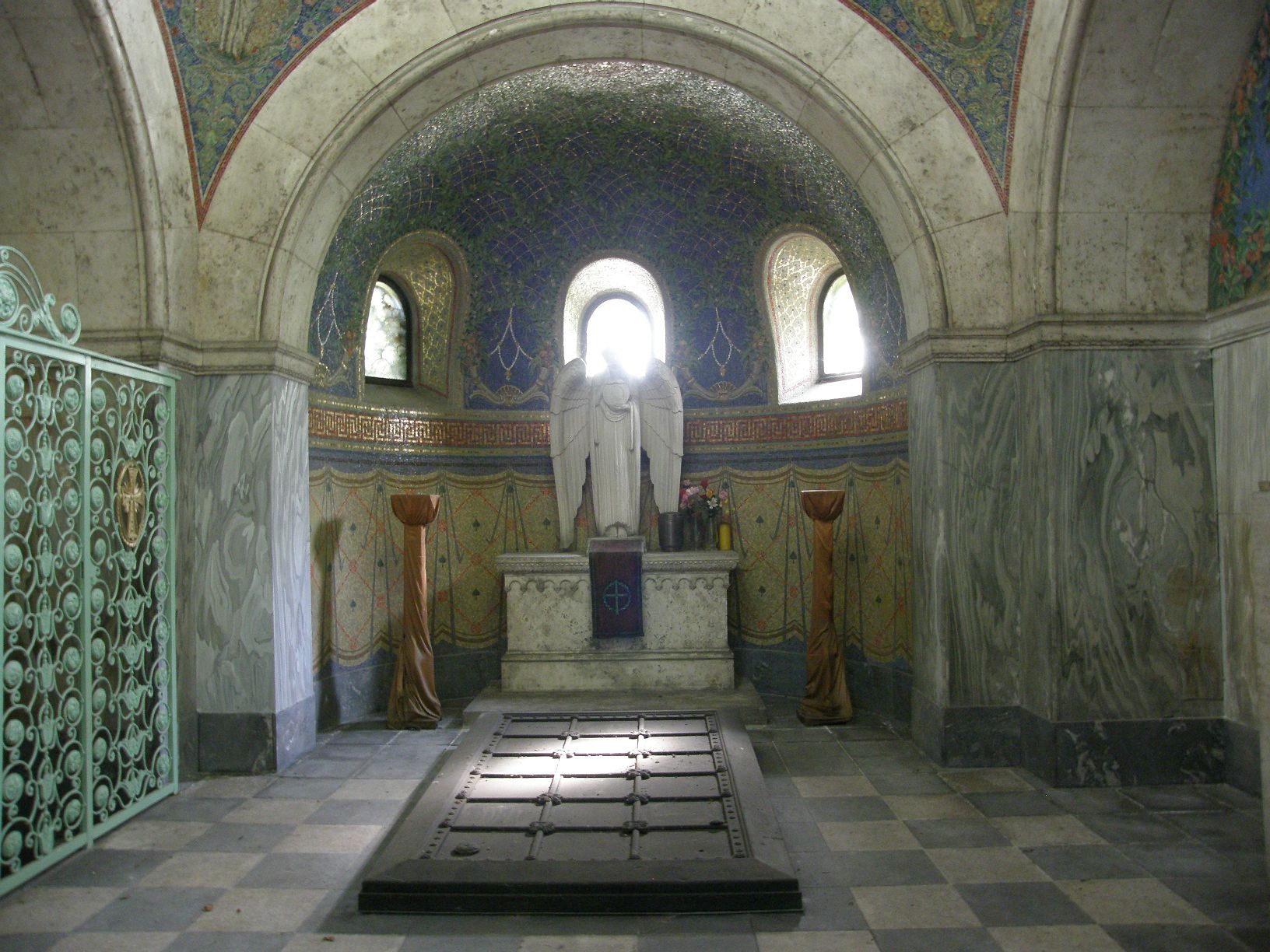
Intérieur du mausolée de Lemm

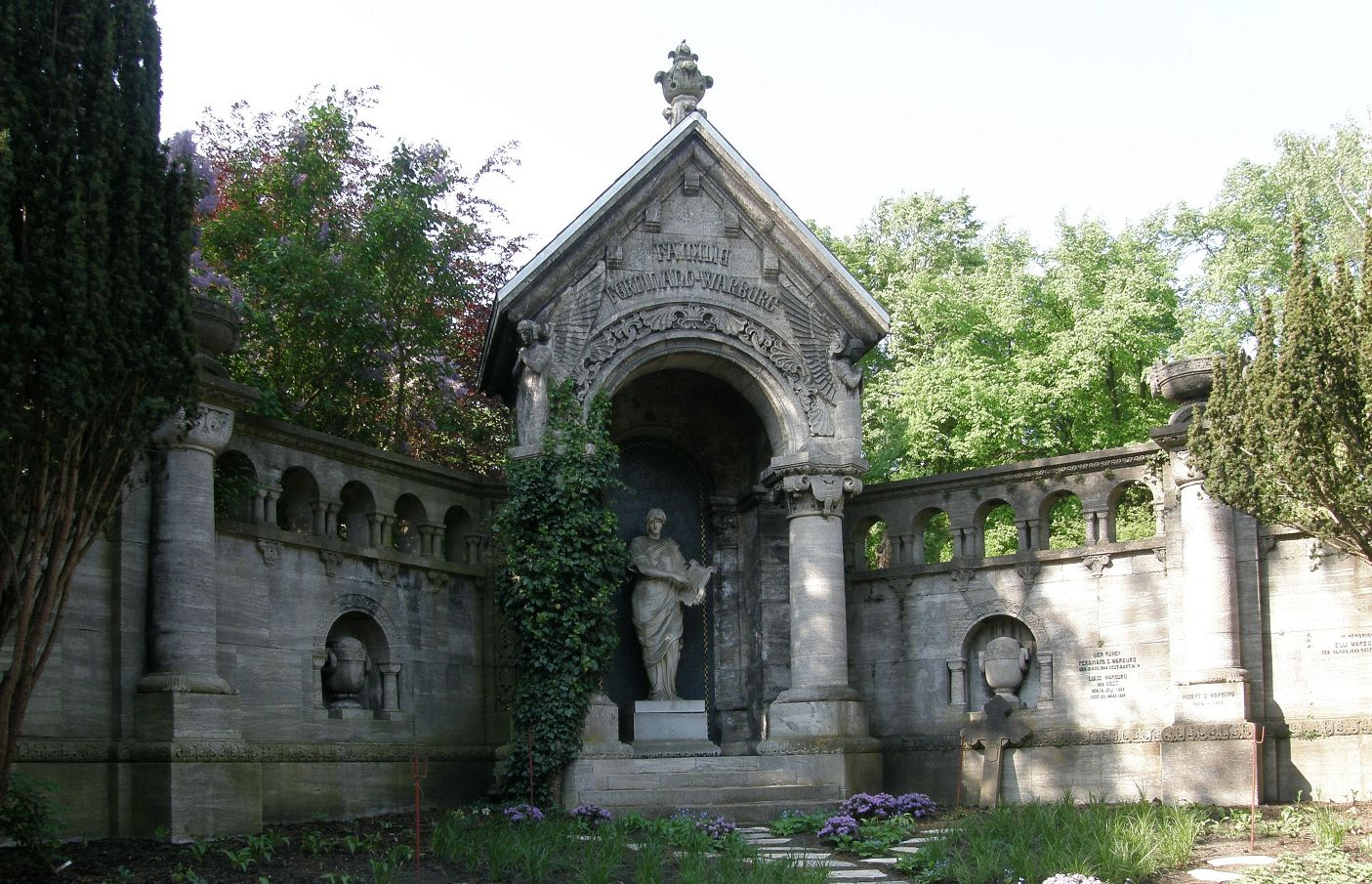
Sépulture héréditaire de Warburg

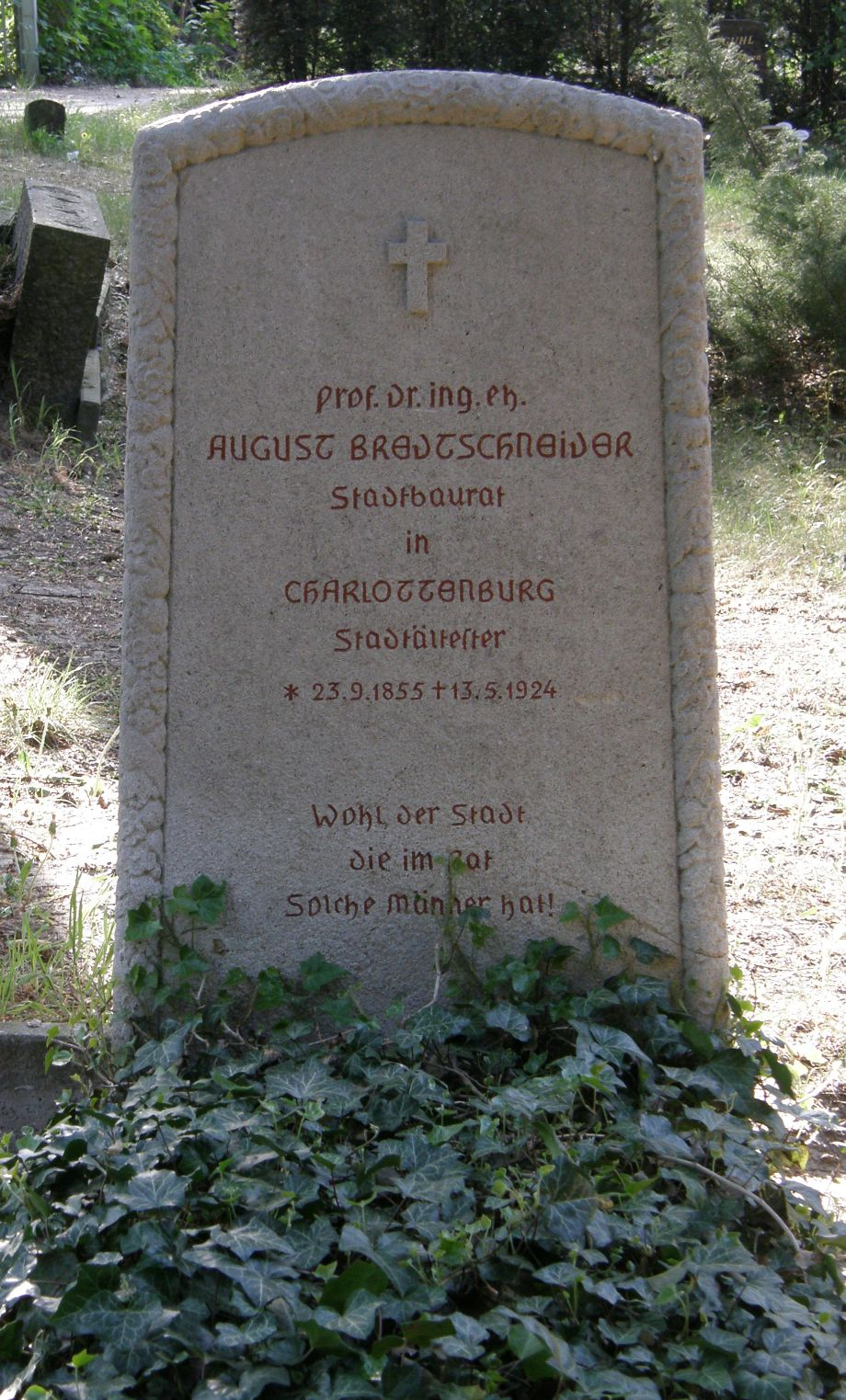
Tombe d'August Bredtschneider

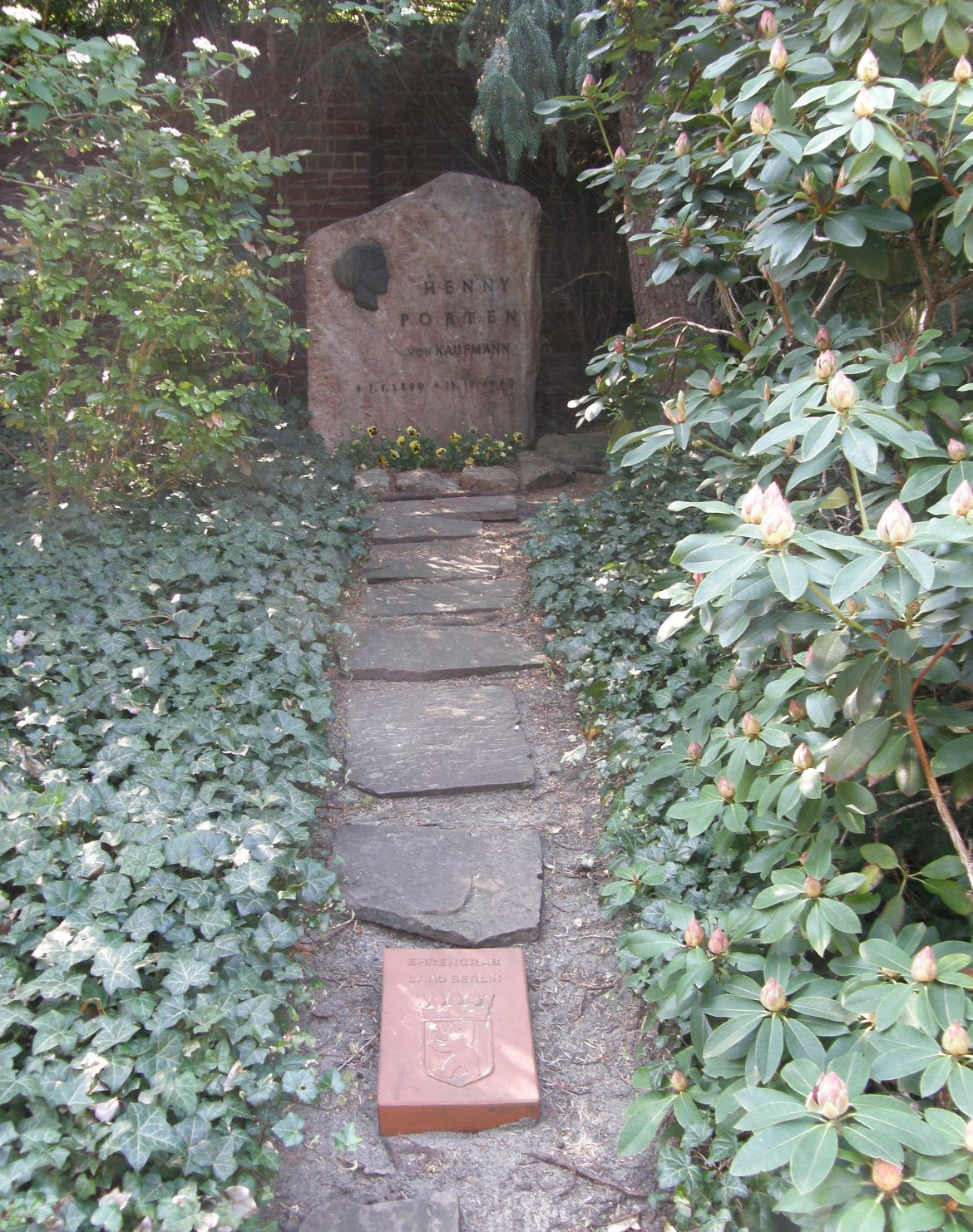
Tombe Henny Porten

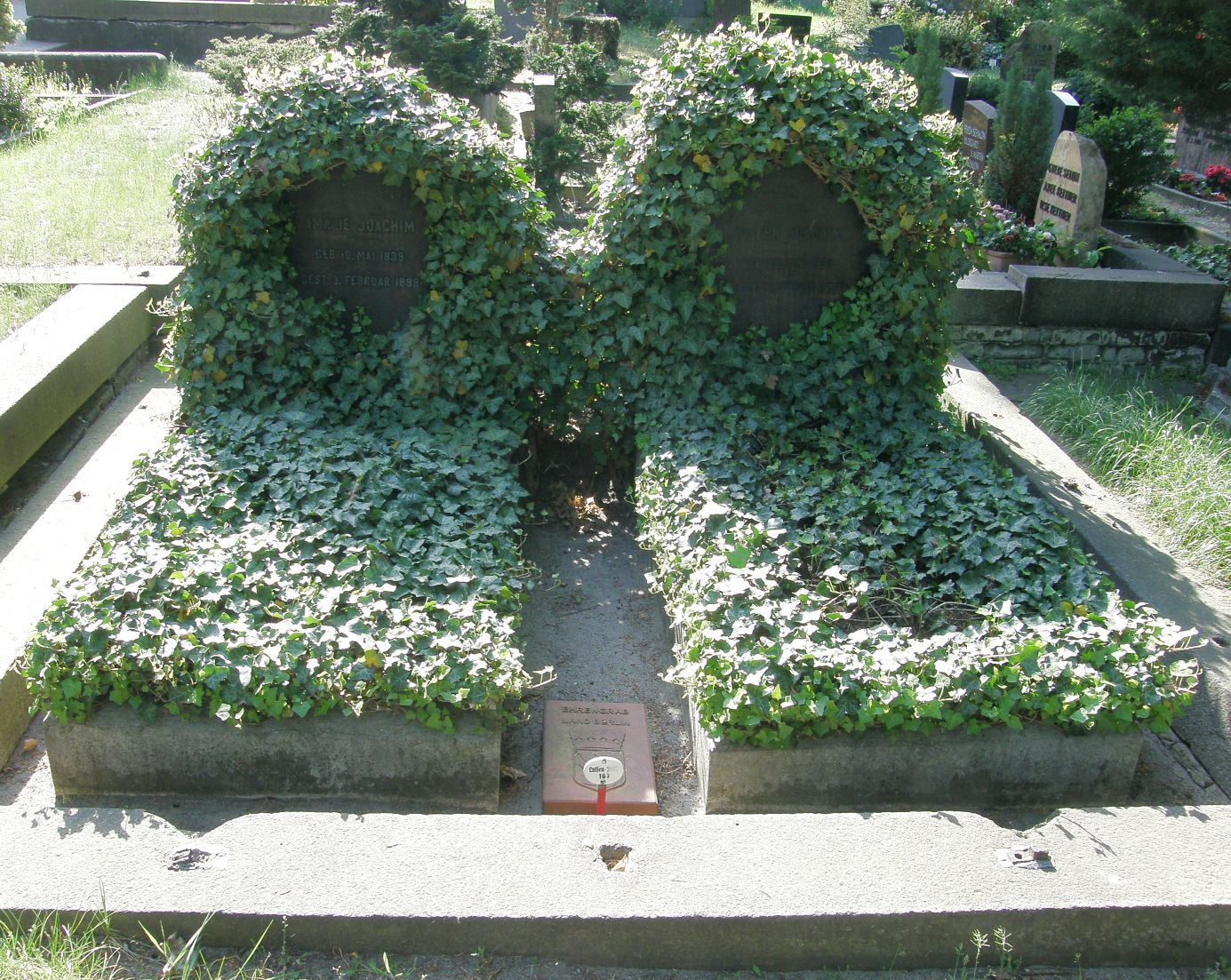
Tombe d'Amalie et Joseph Joachim

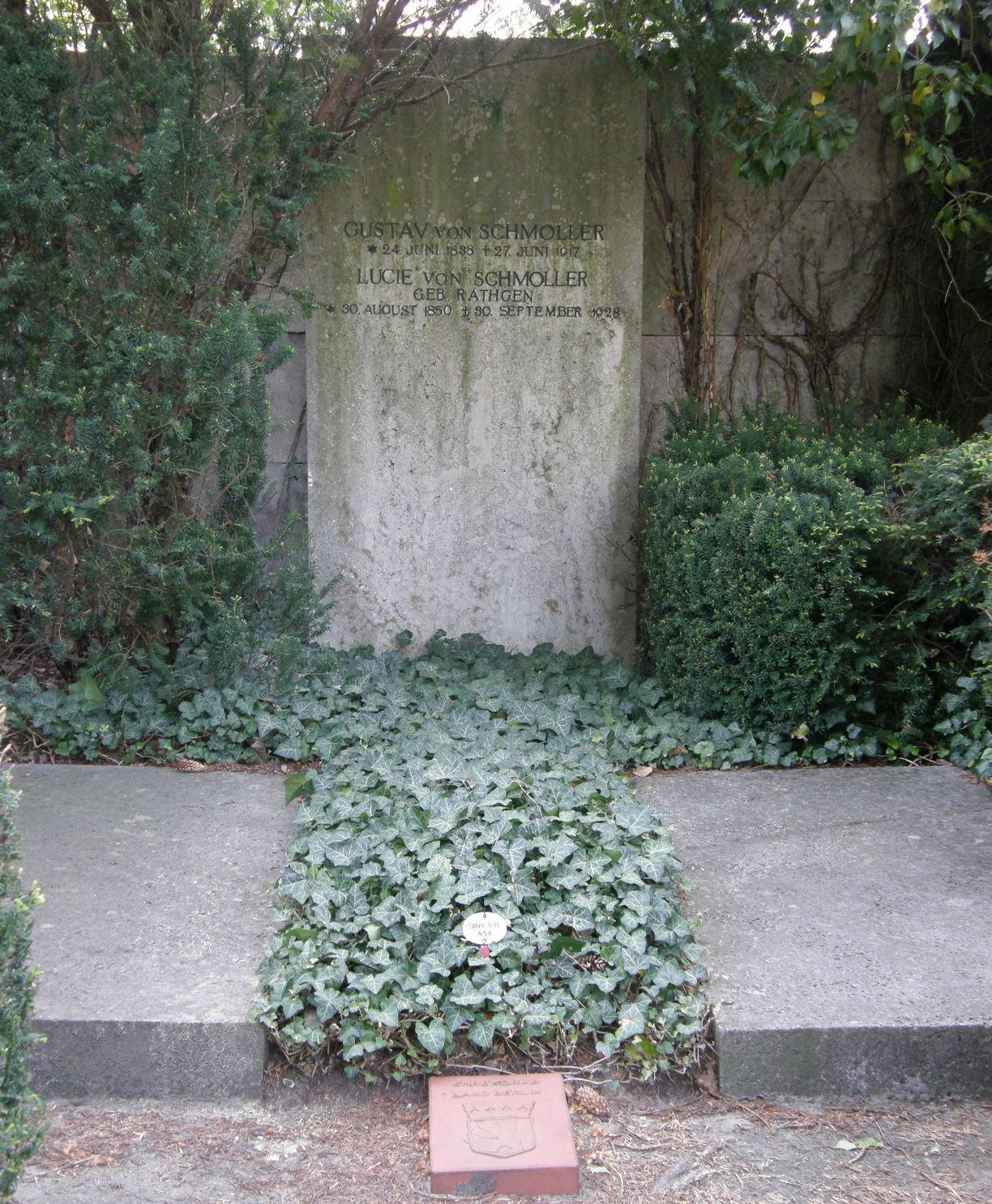
Tombe de Schmoller

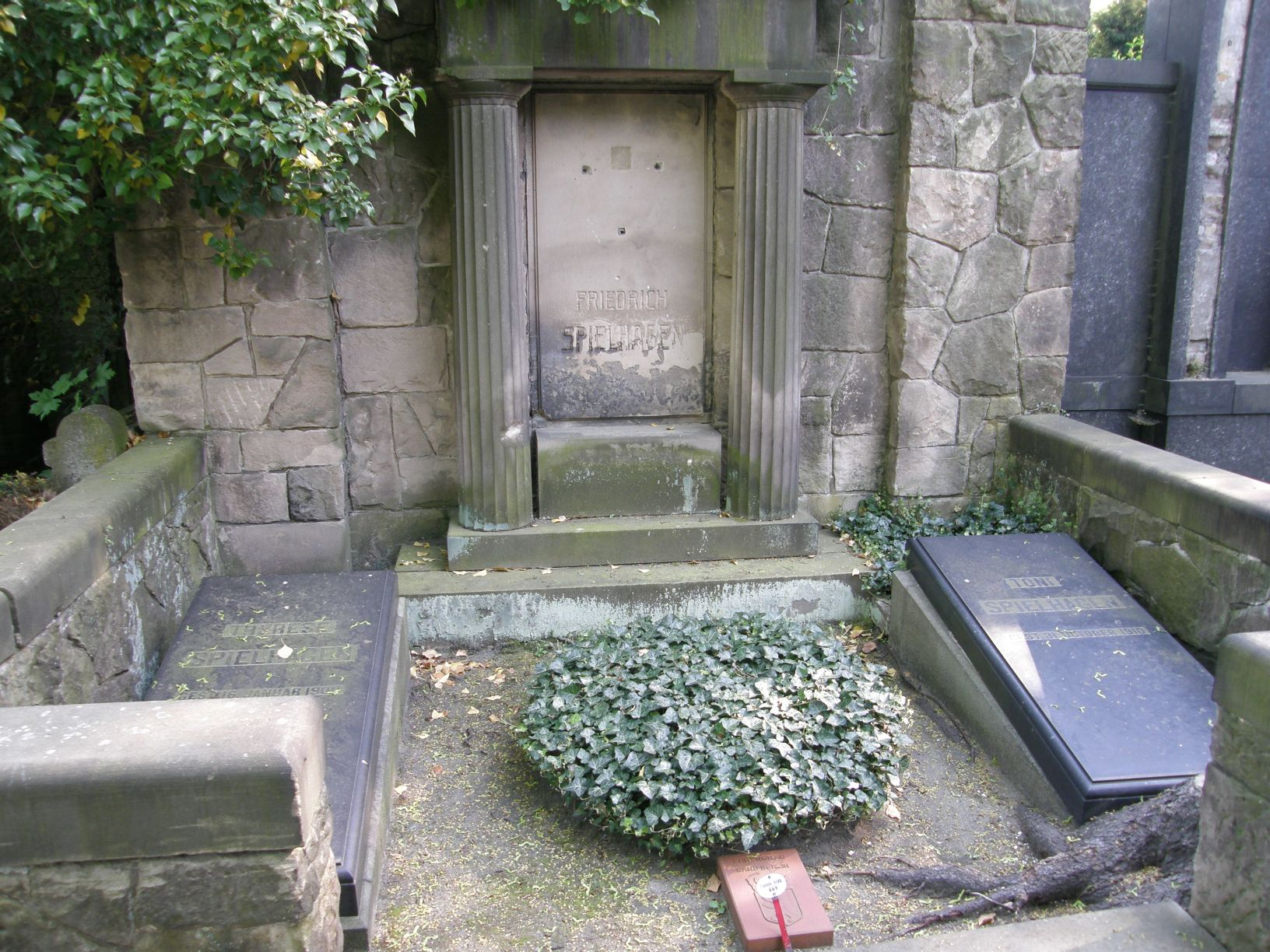
Tombe de Spielhagen

### Mausolée Lemm
Dans les années 1910, le fabricant de cirage Otto Lemm (de) fait construire un mausolée extrêmement magnifique dans l'angle nord-est du cimetière. L'architecte Max Werner (de) conçoit un édifice roman basé sur la forme fondamentale d'une croix grecque pour correspondre à la chapelle. Au 42 m2 d'espace intérieur, la plupart des murs et plafonds sont tapissés de mosaïques réalisées par la société Puhl & Wagner (de). Une grande mosaïque au-dessus de l'entrée de la crypte montre le couple Lemm assis sur un banc, une autre montre leur villa (de) à Gatow. En face de l'entrée se trouve un autel dans une abside orné d'une sculpture d'ange.

### Tombe de Warburg
En 1914, le propriétaire de l'entreprise Ferdinand Warburg fait construire une sépulture héréditaire monumentale à proximité de la chapelle, dans l'angle d'un mur ouest et sud. Le coût d’achat du lieu de sépulture à lui seul représente plus de dix fois le revenu annuel d’un ouvrier de l’époque. Le style de l'ensemble reprend également les formes romanes de la chapelle. Dans l'angle des murs se trouve un faux portail en diagonale, en forme d'édicule, richement décoré, auquel mène un petit escalier. Le ciel qui attend le défunt derrière le portail est représenté en mosaïque de verre bleu avec un cadre doré. Dans le portail se trouve une sculpture en marbre représentant une personne en deuil vêtue d'habits anciens avec une lyre, créée par Hans Dammann. La première version de cette sculpture a dû être complètement remplacée car Warburg n'aime pas les veines de marbre sur le visage de la sculpture

## Personnalités enterrées

### Tombes honorifiques
selon la liste des tombes honorifiques du Land de Berlin (état de novembre 2018)
- August Bredtschneider (1855-1924), architecte, urbaniste et ancien de la ville
- Otto von Gierke (1841-1921), avocat et historien du droit, recteur de l'Université de Berlin
- Joseph Joachim (1831-1907), virtuose du violon et compositeur
- Carl Mittag (1852-1922), homme politique et ancien de la ville
- John Rabe (1882-1950), homme d'affaires, directeur de la succursale Siemens à Shanghai, « l'Oskar Schindler de Chine »
- Gustav von Schmoller (1838-1917), économiste, spécialiste des sciences sociales et historien
- Friedrich Spielhagen (de) (1829-1911), écrivain et conteur

### Autres tombes préservés
- Friedrich Bär (de) (1908-1992), chimiste, médecin et professeur d'université
- Franz Betz (1835-1900), chanteur de chambre
- Friedrich-Wilhelm von Chappuis (1886-1942), général d'infanterie
- Alfred Dührssen (de) (1862-1933), gynécologue, professeur d'université
- Theodor Wilhelm Engelmann (1843-1909), physiologiste, biologiste, zoologiste, professeur d'université
- Robert Friedberg (de) (1851-1920), avocat, homme politique et professeur d'université
- Karl Grüßer (de) (1880-1945), boulanger et pâtissier
- Adolf Heyden (de) (1838-1902), architecte
- Felix O. Höring (de) (1902-1984), médecin
- Albert Hoffa (1859-1907), chirurgien, orthopédiste, professeur d'université
- Amalie Joachim (1839-1899), chanteuse d'opéra de cour
- Richard von Kaufmann (de) (1849-1908), économiste, archéologue
- Wilhelm von Kaufmann (de) (1888-1959), médecin, producteur de films, fils de Richard von Kaufmann
- Fedor Krause (de) (1857-1937), neurochirurgien, professeur d'université
- Otto Lemm (de) (1867-1920), fabricant
- Oskar Liebreich (de) (1839-1908), pharmacologue, professeur d'université
- Alexander Merensky (de) (1837-1918), missionnaire
- Ernst Wolf Mommsen (de) (1910-1979), avocat, industriel
- Ferdinand Perels (de) (1836-1903), avocat, expert en droit maritime, professeur d'université
- Robert Pilger (1876-1953), botaniste, directeur du Jardin botanique de Berlin
- Heinrich Reimann (de) (1850-1906), musicologue, compositeur, organiste
- Walter Rheiner (1895-1925), écrivain
- Dietmar Riegel (de) (1940-2013), physicien
- Eduard Sachau (1845-1930), orientaliste, professeur d'université
- Friedrich Stephan (de) (1822-1904), banquier, homme politique, député du Reichstag
- Kurt Vespermann (1887-1957), acteur
- Paul Wentzcke (1879-1960), historien, archiviste, professeur d'université, directeur de musée
- Erich Wernicke (de) (1859-1928), immunologiste, microbiologiste, hygiéniste

### Tombes non conservés
- Fritz Arnheim (de) (1866-1922), historien
- Friedrich Barnewitz (de) (1889-1948), archiviste, chercheur local
- Robert Behla (de) (1850-1921), médecin
- Albert Bielschowsky (de) (1847-1902), érudit littéraire
- Hermann von Chappuis (de) (1855-1925), administrateur de l'arrondissement de Bersenbrück (de) et de l'arrondissement de Schubin, et fonctionnaire du ministère en Prusse
- Max Chop (de) (1862-1929), auteur musical
- Franz Diener (de) (1901-1969), boxeur poids lourd
- Jean Paul Ertel (de) (1865-1933), compositeur
- Woldemar Friedrich (1846-1910), peintre et illustrateur
- Hugo Garnich (de) (1874-1926), responsable de la construction et homme politique
- Alfred Goldscheider (1858-1935), médecin, professeur d'université
- Paul Christian Henrici (de) (1816-1899), avocat, président du Sénat à la Cour impériale, député de la Chambre des seigneurs de Prusse
- Günther von Hertzberg (de) (1855-1937), administrateur de l'arrondissement de Wiesbaden. Chef de la police
- Karl von Hofmann (de) (1827-1910), homme politique, ministre-président (de) du Grand-duché de Hesse, président de la Chancellerie du Reich
- Otto Hirschfeld (1843-1922), historien, épigraphiste
- Elise von Hohenhausen (de) (1812-1899), écrivaine et salonnière
- Friedrich von Ilberg (de) (1858-1916), médecin généraliste, médecin personnel de l'empereur  Guillaume II.
- Otto von Kameke (de) (1826-1899), peintre, officier, chevalier honoraire de l'Ordre de Saint-Jean
- Wilhelm Koch (de) (1863-1942), avocat administratif, fonctionnaire ministériel
- Ferdinand von Martitz (de) (1839-1921), juriste, professeur d'université
- Karl Theodor Reinhold (de) (1849-1901), économiste et politologue, homme politique, professeur d'université, député de la Chambre des représentants de Prusse et du Reichstag
- Heinrich Ritthausen (de) (1826-1912), chimiste agricole, professeur d'université
- Carl Röchling (1855-1920), peintre, illustrateur
- Joseph Scheurenberg (de) (1846-1914), peintre
- Otto von Schimmelpfennig (de) (1838-1912), acteur, metteur en scène de théâtre
- Johannes Schmidt (1843-1901), linguiste, professeur d'université
- Emil Thomas (de) (1836-1904), acteur, metteur en scène de théâtre
- Christoph von Tiedemann (1836-1907), administrateur de l'arrondissement de Mettmann, président du district de Bromberg, chef de la Chancellerie du Reich, député de la Chambre des représentants de Prusse et du Reichstag
- Adolf Tobler (1835-1910), romaniste, professeur d'université
- Wilhelm Wille (de) (1877-1929), architecte, responsable de la construction